# 블로거 (서비스)
블로거(Blogger, 1999년 8월 ~ )는 구글이 운영하는 블로그 서비스이다. 파이라 랩스가 원래 만들었으나, 2003년 2월 18일 구글에 합병되었다. 현재 구글에 의해 호스팅되고 있으며 일반적으로 blogspot.com의 서브도메인을 통해 접근된다. 도메인을 구글 서버로 지향시키기 위해 DNS 기능을 이용하여 사용자가 소유한 커스텀 도메인(예: www.example.com)으로부터 서비스를 받을 수도 있다. 사용자는 계정당 블로그를 최대 100개까지 보유할 수 있다.

## 역사
1999년 8월 23일, 블로거는 파이라 랩스(Pyra Labs)에 의해 시작되었다. 최초의 전용 블로그 게시 도구들 가운데 하나로서 포맷 보급에 일조하였다. 2003년 2월, 파이라 랩스는 구글에 인수되었으나 인수 조항은 비공개이다. 이 인수를 통해 파이라가 부과했던 프리미엄 기능들이 무료로 되었다. 2004년 10월, 파이라 랩스의 공동 설립다 에반 윌리엄스는 구글을 떠났다. 2004년, 구글은 피카사를 인수했다. 피카사와 사진 공유 유틸리티 헬로(Hello)를 블로거에 연동시킴으로써 사용자들은 자신들의 블로그에 사진을 게시할 수 있게 되었다.

## 같이 보기
- 구글의 제품 목록
- 라이브저널